# Joachim Otto Fleckenstein
Joachim Otto Fleckenstein (* 7. Juli 1914 in Düsseldorf; † 21. Februar 1980 in München) war ein deutsch-schweizerischer Mathematik- und Astronomiehistoriker.

## Leben
Nach dem Abitur 1933 ging Fleckenstein nach Basel und studierte an der dortigen Universität Mathematik, Physik, Astronomie und Philosophie. 1939 promovierte er mit der Schrift Ueber die Anwendung des selbstregistrierenden Mikrometers bei der Polhöhenbestimmung im ersten Vertikal nach der Struveschen Methode. 1948 habilitierte er sich. Bis 1951 bekleidete er eine Assistenzstelle in Basel, auch danach hielt er bis zu seinem Lebensende weiter Vorlesungen in Basel. Daneben lehrte er an verschiedenen Universitäten in Deutschland sowie in Izmir. Seit 1963 war er Professor für Naturwissenschaftsgeschichte an der TU München.
Fleckenstein war seit 1953 Schweizer Staatsbürger. Er starb 1980 in München. Sein Nachlass befindet sich in der Universitätsbibliothek Basel.

## Schriften (Auswahl)
Fleckenstein war Generaldirektor der Bernoulli-Edition sowie Redaktionsmitglied der Edition der Euler-Werke, zu der er zwei Bände beitrug. Er war an der Edition von Werken des Copernicus beteiligt. Außerdem veröffentlichte er weitere Werke zur Mathematikgeschichte, u. a. Gottfried Wilhelm Leibniz; Barock und Universalismus und Scholastik, Barock, exakte Wissenschaften.
- Kurze Mathematiker-Biographien. Johann und Jakob Bernoulli (= Elemente der Mathematik. Beihefte. 6). Birkhäuser, Basel 1949, (Digitalisat).
- Scholastik, Barock, exakte Wissenschaften (= Christ heute. Folge 1, Heft 7, ZDB-ID 844466-3). Johannes-Verlag, Einsiedeln 1950.
- als Übersetzer mit Peter Wilker: Fernand Renoirte, André Mercier: Philosophie der exakten Wissenschaften (= Philosophia Lovaniensis. 8). Benziger, Einsiedeln u. a. 1953.
- Der Prioritätsstreit zwischen Leibniz und Newton. Isaac Newton (= Elemente der Mathematik. Beihefte. 12). Birkhäuser, Basel u. a. 1956, (Digitalisat).
- Gottfried Wilhelm Leibniz. Barock und Universalismus (= Plinius-Bücher. 2, ZDB-ID 528227-5). Ott, Thun u. a. 1958.
- Naturwissenschaft und Politik. Von Galilei bis Einstein. Callwey, München 1965.
- Fleckensteins Briefwechsel mit Karl Ballmer